# Élie Dor de Lastours
Pour les articles homonymes, voir Lastours (homonymie).
Le comte Élie Dor de Lastours est un diplomate et homme politique français, né le 12 août 1874 à Orgeval (Seine-et-Oise) et mort le 18 novembre 1932 au château Lastours, hameau d'Avits (Castres, Tarn).

## Biographie

### Jeunesse
Issu de la famille Dor de Lastours, Élie Dor de Lastours est le fils aîné du comte François Dor de Lastours et de Suzanne Baylin de Monbel. Il passe sa jeunesse au château de Lastours à Castres. Il réalise ses études secondaires à l'école Gerson de Paris, puis au couvent de l'Immaculée Conception de Toulouse.  
Entre 1894 et 1895, il prépare au lycée Notre-Dame Saint-Sigisbert (Nancy) son entrée à l'ESM Saint-Cyr, avant d'abandonner sa carrière militaire au profit de la diplomatie. Diplômé de l'école libre des sciences politiques et de l'école des langues orientales, mais aussi détenteur d'une licence en droit, il est nommé élève consul le 2 mai 1901.

### Carrière politique
En poste de diplomate à Londres, en tant que troisième secrétaire de l'ambassade, il est apprécié par Paul Cambon. 
Mis en disponibilité en 1912, il devient député du Tarn le 14 décembre 1919, par 30 673 voix sur 77 789 votants. La même année, il se marie avec épouse Marguerite Gérard (fille du député Maurice Gérard et petite nièce du peintre François Gérard) avec qui il a six enfants, Henry, Béatrix, Françoise, Josèphe, Suzanne et Thérèse. 
Il reste député jusqu'en 1924, siégeant au groupe de l'Entente républicaine démocratique, et ne se représente pas. Au cours de son mandat, il prend position en faveur de l'occupation de la Ruhr, est nommé membre de la commission des affaires étrangères, de la commission de l'Algérie et de celle des affaires coloniales.

### Carrière sportive
Sportif aguerri, il excellait en escrime et en tennis. En 1900, il a participé au tournoi international de l'île de Puteaux en double qui sera reconnu comme épreuve olympique. Il est également devenu le premier français à participer au tournoi de Wimbledon en 1908 où il joue en simple et en double avec son compatriote Pierre Verdé-Delisle (en).

### Sources
- « Élie Dor de Lastours », dans le Dictionnaire des parlementaires français (1889-1940), sous la direction de Jean Jolly, PUF, 1960 [détail de l’édition]